# 鲁多夫卡市镇
鲁多夫卡市镇（俄语：Рудовское муниципальное образование）是俄罗斯联邦伊尔库茨克州日加洛沃区所属的一个市镇。其下辖有个居民点，行政中心为鲁多夫卡。据2016年统计，该市镇的人口为573人。